# پرواز شماره ۳۴۵ ترکیش ایرلاینز
پرواز شماره ۳۴۵ ترکیش ایرلاینز(به انگلیسی: Turkish Airlines Flight 345) یک پرواز از ازمیر به مقصد استانبول بود که با ۳۸ مسافر و ۴ خدمه بودند، در تاریخ ۳۰ ژانویه ۱۹۷۵ دچار سانحه شد و ۴۲ نفر جان باختند .